# Cosmographia (Sebastian Münster)
Cosmographia do autor Sebastian Münster (1488–1552) é a descrição alemã mais antiga do mundo, publicada a partir de 1544.
A obra teve inúmeras edições em diferentes línguas, incluindo o latim, francês (tradução de François de Belleforest), italiano, inglês e checo. Cosmographia foi um dos livros mais bem-sucedidos e populares do século XVI, sendo publicado em vinte e quatro edições durante cem anos: a última edição em alemão foi publicada em 1628, muito depois da morte de Sebastian Münster. Este sucesso foi devido às xilogravuras notáveis (algumas de Hans Holbein, o Jovem, Urs Graf, Hans Rudolf Manuel Deutsch e David Kandel). A obra tornou-se importante na renovação da geografia na Europa do século XVI.
As primeiras obras geográficas de Sebastian Münster foram Germania descriptio (1530) e Mappa Europae (1536). Em 1540, ele publicou uma edição em latim de Geografia com ilustrações do autor Cláudio Ptolomeu. A edição de 1550 contém cidades, retratos e costumes. Estas edições impressas na Alemanha, são as mais valorizadas da Cosmographia.

## Conteúdo das edições de 1544–1598

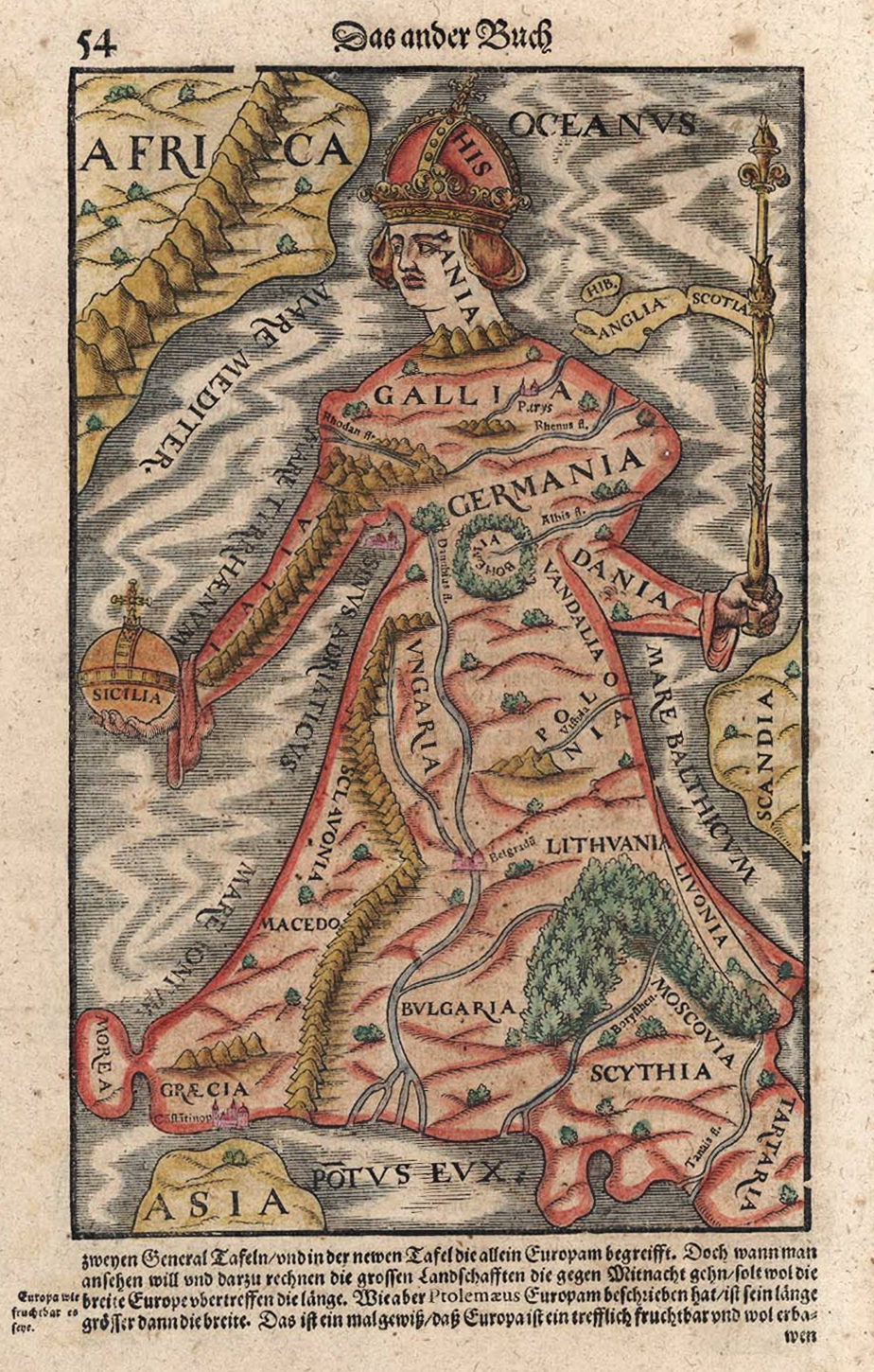
Europa regina na Cosmographia de 1570.

1. Livro I - Astronomia, Matemática, Geografia física, Cartografia
2. Livro II - Inglaterra, Escócia, Irlanda, Espanha, França, Bélgica, Países Baixos, Luxemburgo, Saboia, Tréveris, Itália
3. Livro III - Alemanha, Alsácia, Suíça, Áustria, Carníola, Ístria, Boémia, Morávia, Silésia, Pomerânia, Prússia, Livónia
4. Livro IV - Dinamarca, Noruega, Suécia, Finlândia, Islândia, Hungria, Polónia, Lituânia, Rússia, Valáquia, Bósnia, Bulgária, Sérvia, Grécia, Turquia
5. Livro V - Anatólia, Chipre, Arménia, Palestina, Arábia, Pérsia, Ásia Central, Afeganistão, Cítia, Tartária, Índia, Ceilão, Mianmar, China, Índias Orientais, Madagáscar, Zanzibar, América
6. Livro VI - Mauritânia, Tunísia, Líbia, Egito, Senegal, Gâmbia, Mali, África do Sul, África Oriental

## Edições daCosmographia
- Alemão: 1544, 1546, 1548, 1550, 1553, 1556, 1558, 1561, 1564, 1567, 1569, 1572, 1574, 1578, 1588, 1592, 1598, 1614, 1628
- Latim: 1550, 1552, 1554, 1559, 1572
- Francês: 1552, 1556, 1560, 1565, 1568, 1575
- Italiano: 1558, 1575
- Checo: 1554

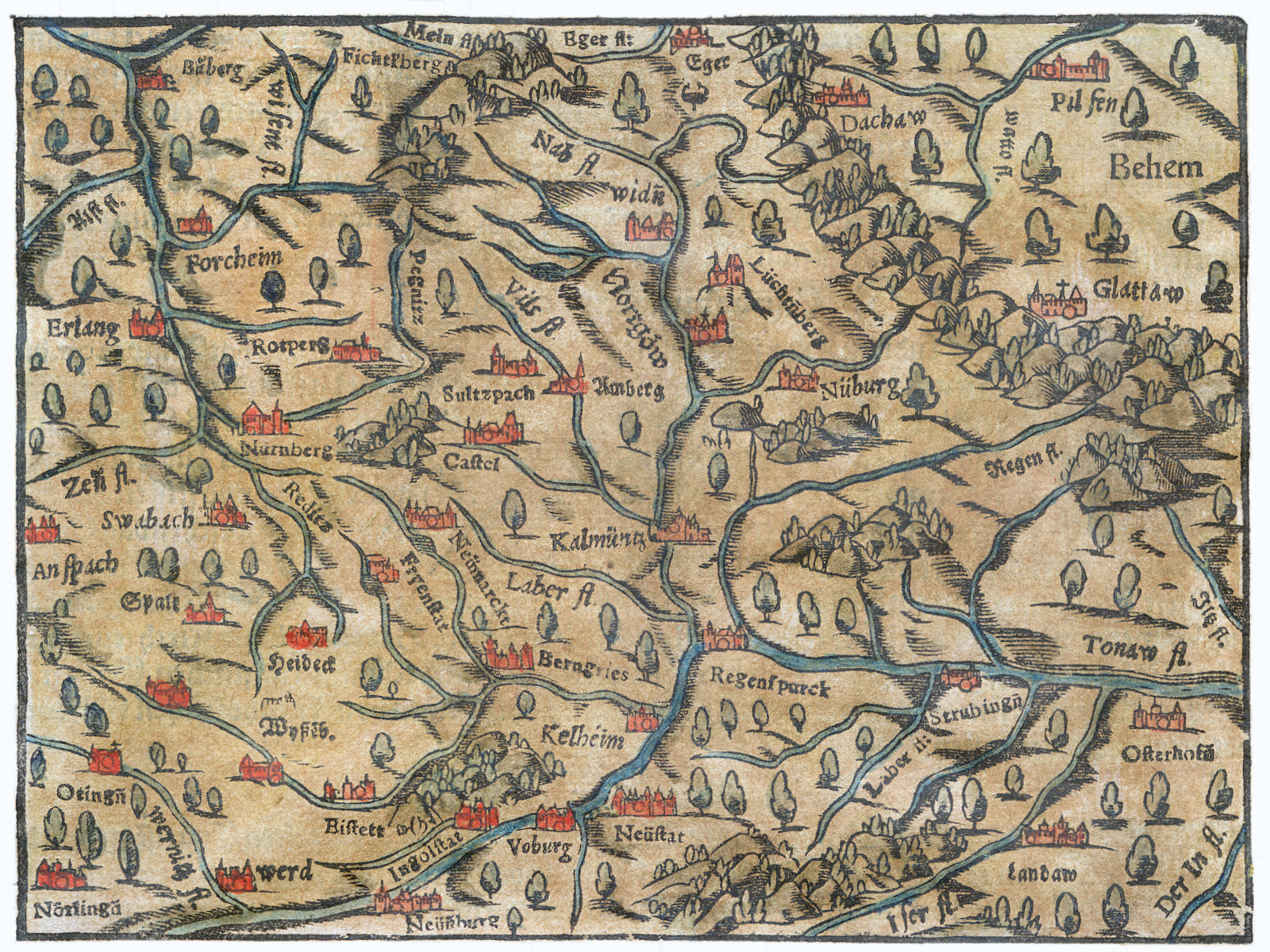
Mapa de Nordgau
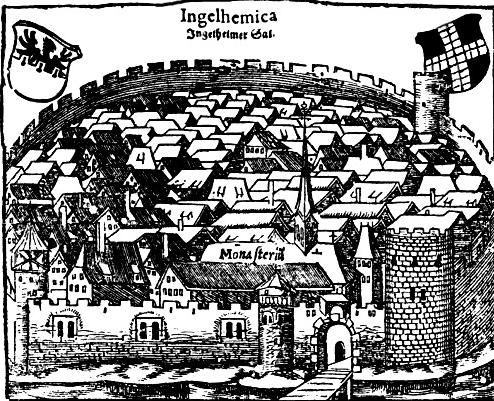
Ingelheim am Rhein
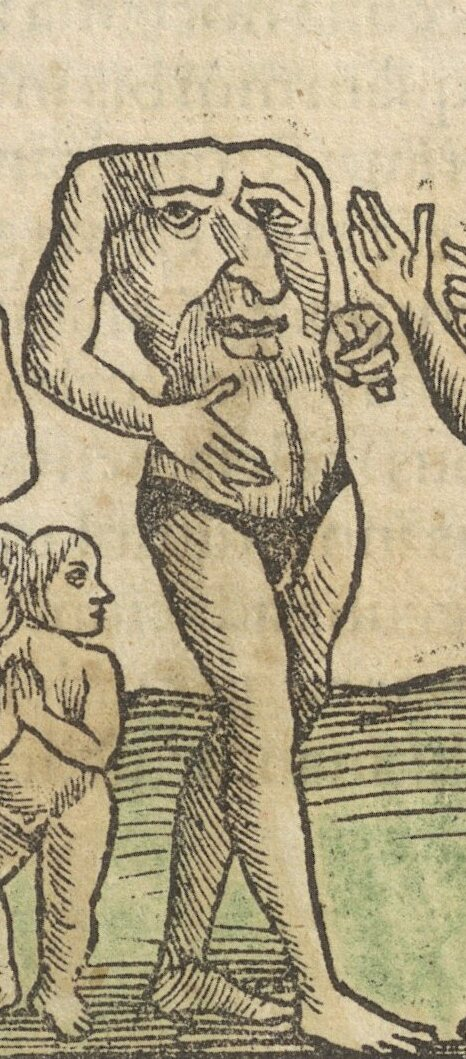
Bestiário medieval (Blemmyae), uma criatura lendária
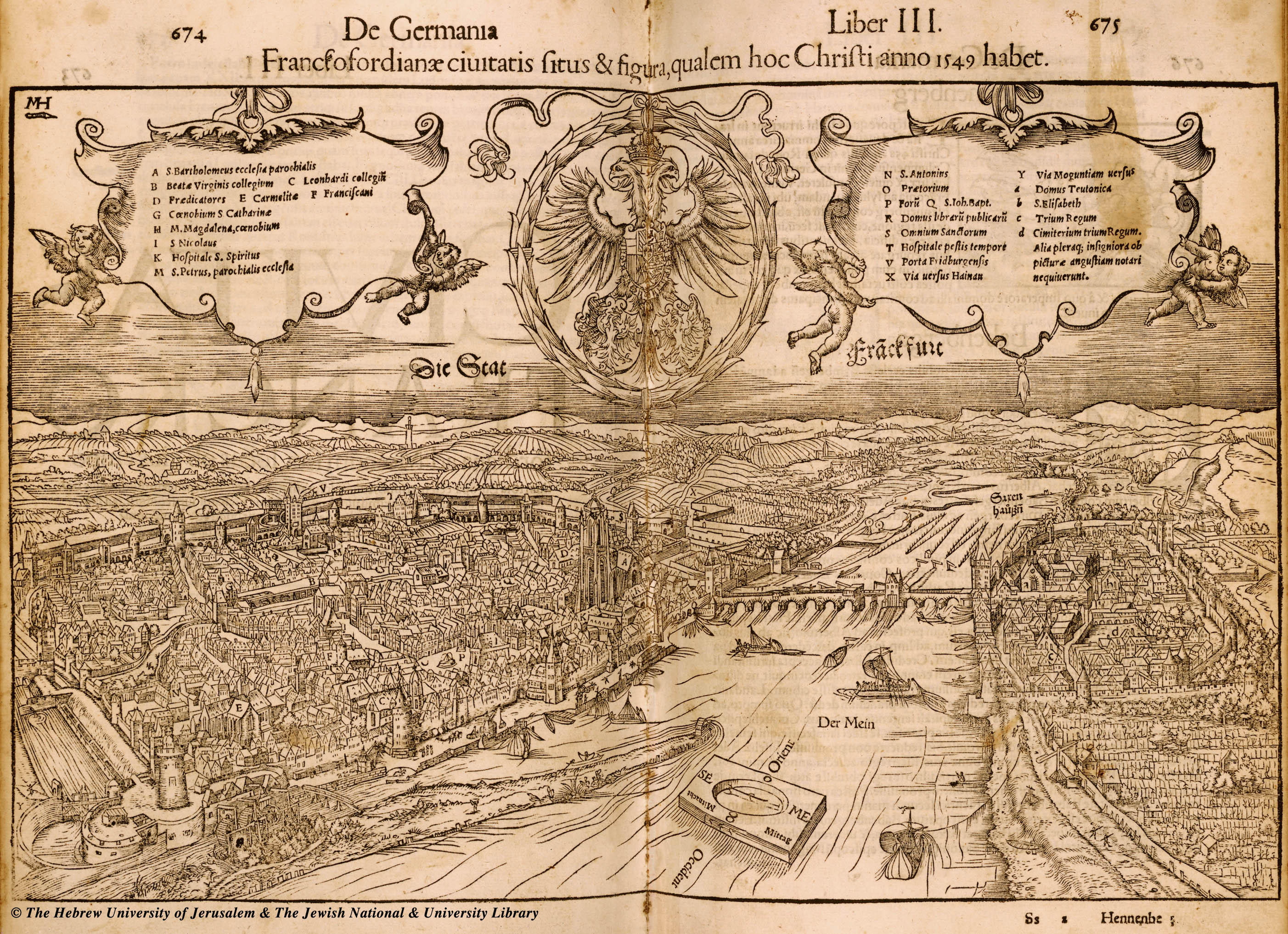
Francoforte do Meno
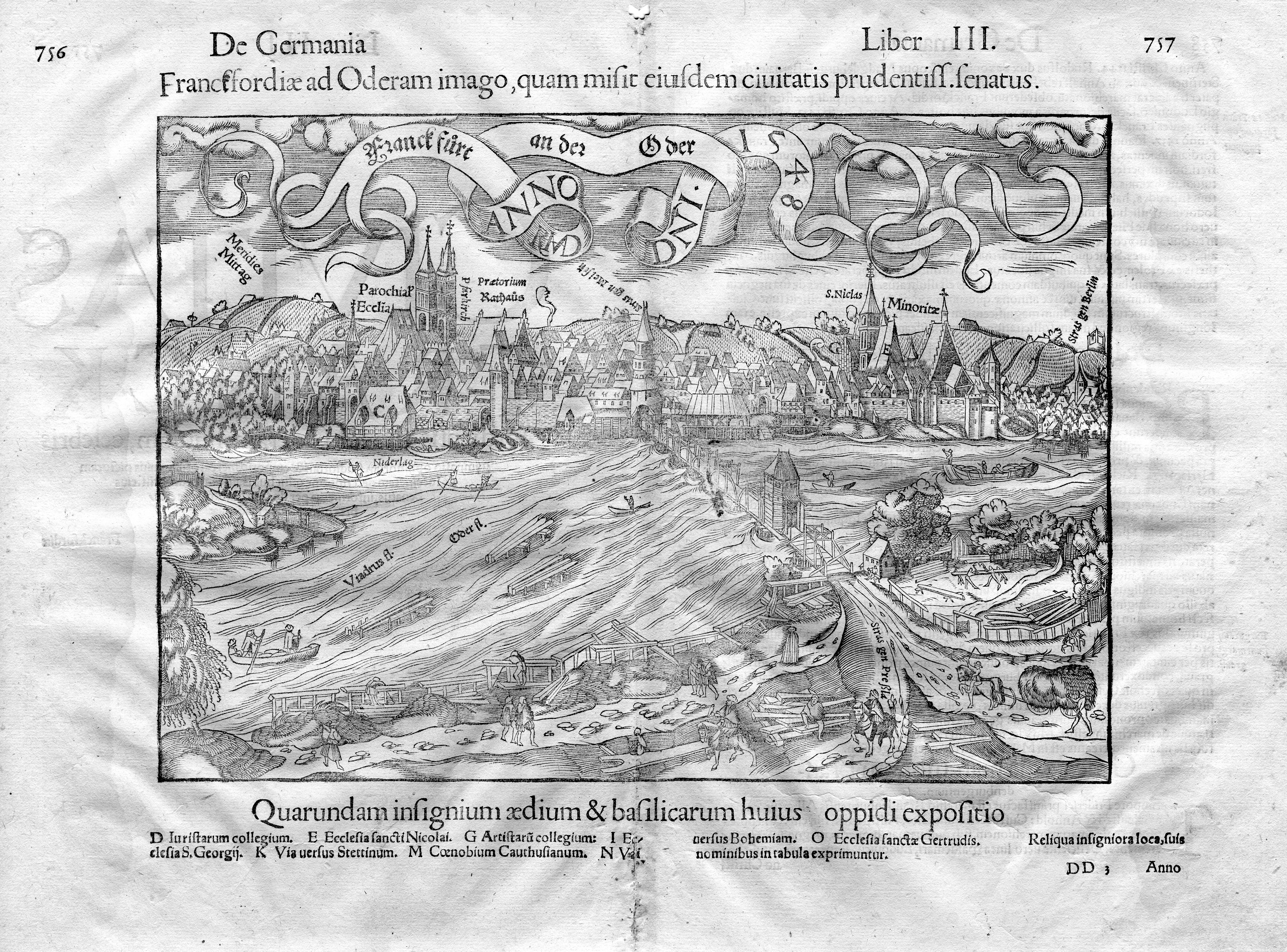
Francoforte do Óder
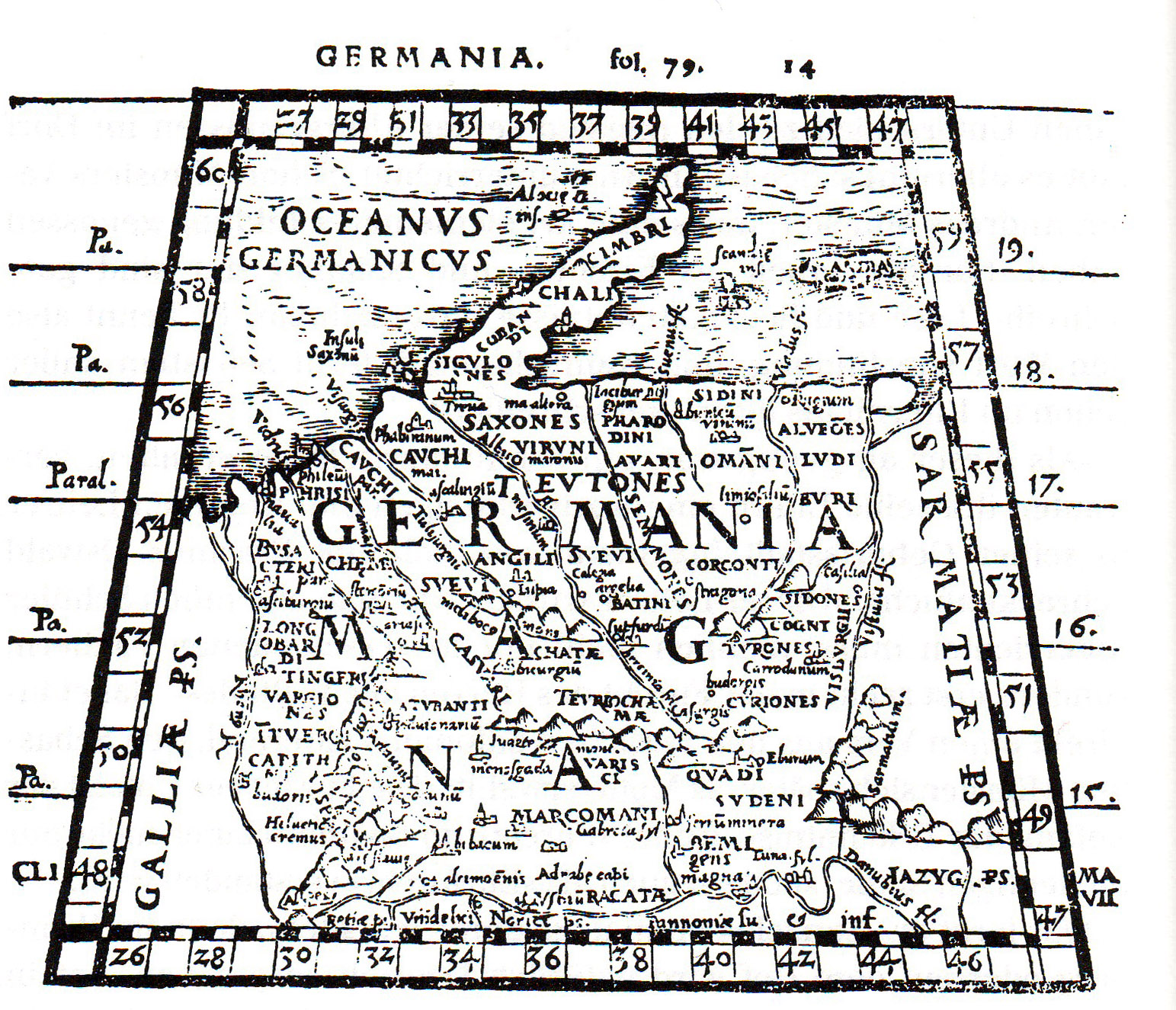
Mapa da Alemanha
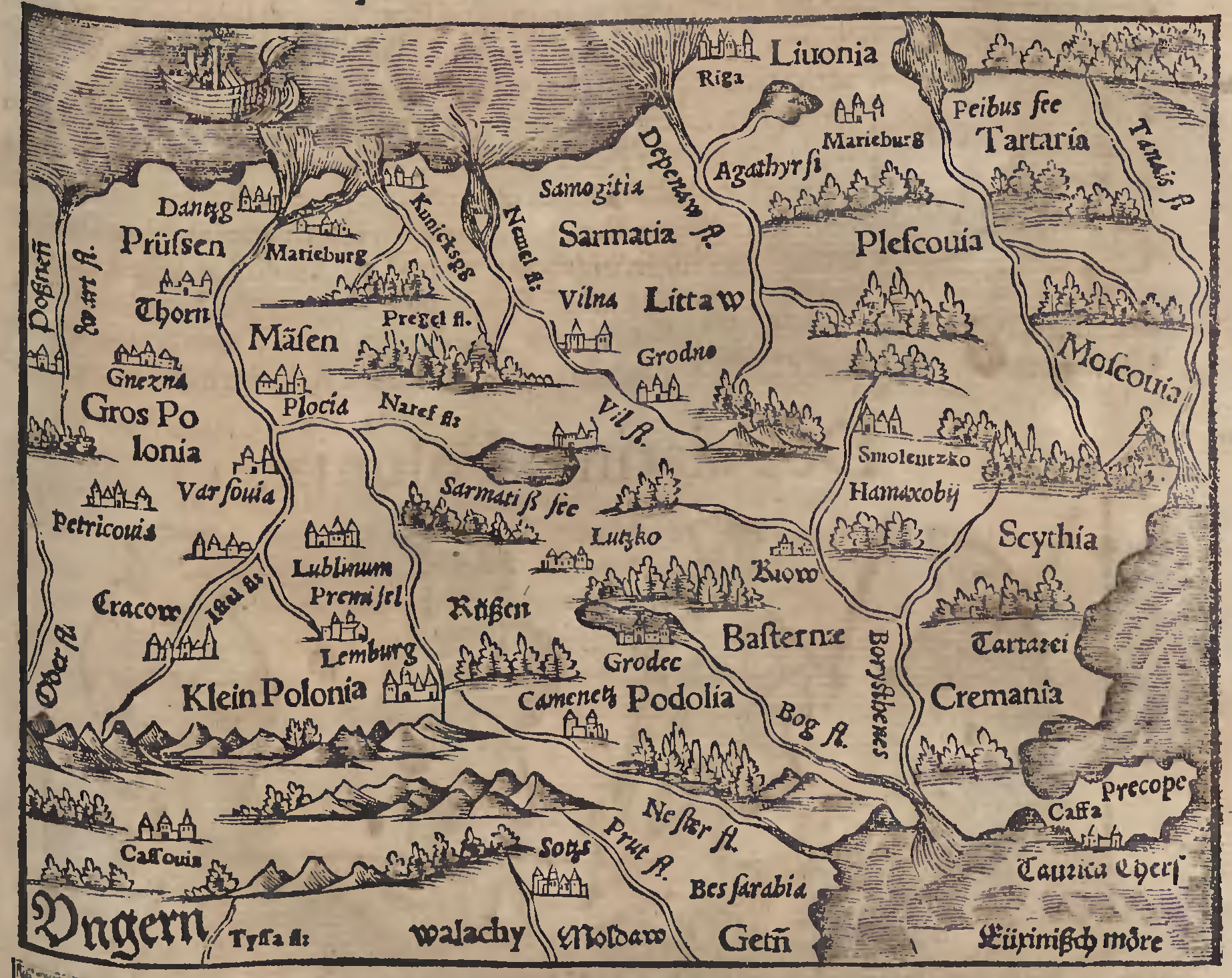
Mapa da Europa Central e Oriental
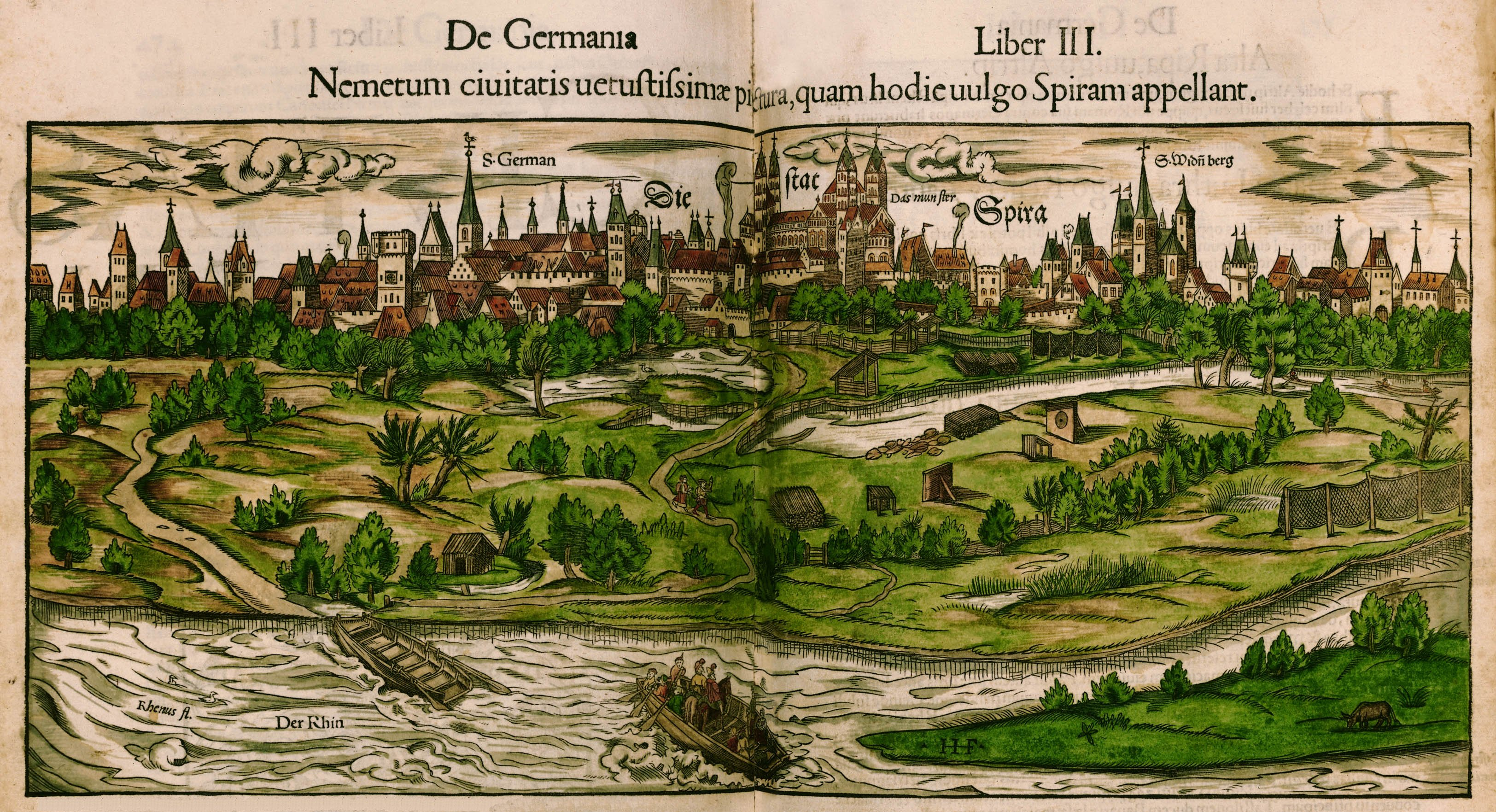
Espira
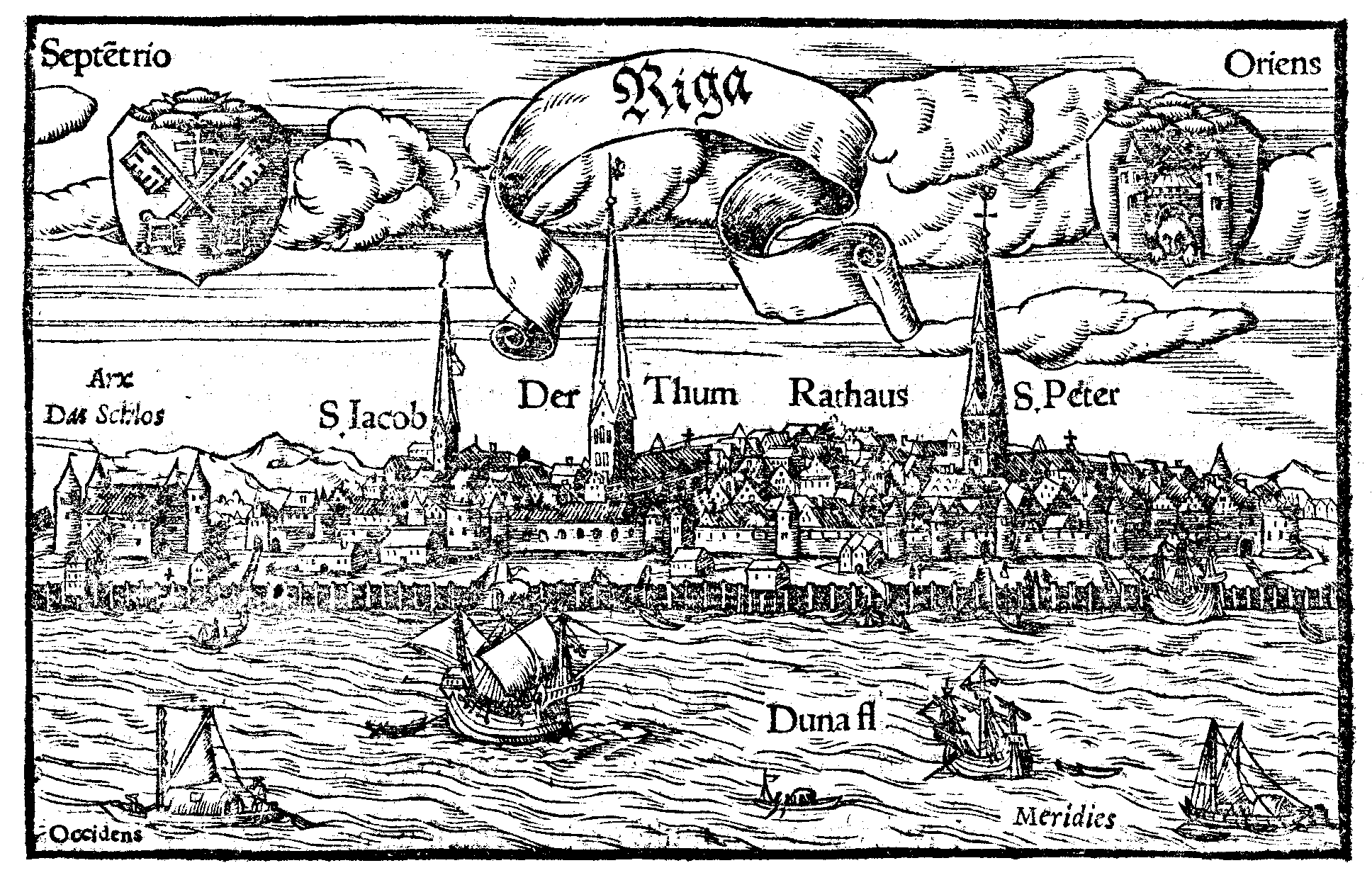
Panorama urbano de Riga